# Annie Féolde
Annie Féolde est une cheffe cuisinière française, qui a reçu en 1992 une troisième étoile au Guide Michelin pour son restaurant Enoteca Pinchiorri (it), à Florence. Elle est la première femme en Italie à avoir reçu ce niveau de reconnaissance pour sa cuisine, et la quatrième au monde.

## Biographie
Née près de Nice, en France, de parents qui tenaient un hôtel, Annie Feolde travaille à Marseille puis à Paris, puis, souhaitant apprendre des langues étrangères, elle séjourne à Londres avant de s'installer à Florence en 1969. Pour gagner sa vie, elle travaille dans un restaurant.
Elle y rencontre le sommelier et collectionneur de vins Giorgio Pinchiorri ; ils ouvrent ensemble Enoteca Pinchiorri, où elle travaille comme chef et lui comme sommelier,. Elle s'inspire de la cuisine traditionnelle toscane qu'elle contribue à moderniser,.
En 2013, ils publient une autobiographie (Pinchiorri a Due Voci) co-écrite par Leonardo Castelucci. En 2017, Annie Féolde est juge dans le cadre de l'émission de télévision Top Chef en Italie.

## Distinctions
Elle reçoit sa première étoile au Guide Michelin en 1981, la deuxième en 1982, puis une troisième en 1992.